# كرسول مترابط
كرسول مترابط (الاسم العلمي:Crassula affinis) هو نوع نباتي يتبع جنس الكرسول من فصيلة الكرسولية.